# Millie Hughes-Fulford
Millie Elizabeth Hughes-Fulford (* 21. Dezember 1945 in Mineral Wells, Texas; † 2. Februar 2021 in Mill Valley, Kalifornien) war eine US-amerikanische Biochemikerin und Astronautin. Sie war die erste US-Amerikanerin im All, die keine Berufsastronautin war.

## Ausbildung
Hughes-Fulford erhielt 1968 einen Bachelor in Chemie und Biologie von der Tarleton State University und promovierte 1972 in Chemie an der Texas Woman’s University.

## Astronautentätigkeit
Nach einer vergeblichen Bewerbung für die achte NASA-Astronautengruppe wurde Hughes-Fulford im Januar 1984 mit der vierten Spacelab-Gruppe von der NASA als Nutzlastspezialistin ausgewählt, die für die Betreuung von wissenschaftlichen Experimenten während des Fluges zuständig war.

### STS-71-E/SLS-1
Der Start der Atlantis-Mission STS-71-E/SLS-1 war für April 1987 geplant, wurde jedoch wegen der Challenger-Katastrophe abgesagt. Als Besatzungsmitglieder dieser SLS-1-Mission waren geplant: Vance Brand, David Griggs, John Fabian, James Bagian, Rhea Seddon, Francis Gaffney und Robert Phillips. Hughes-Fulford fungierte als Ersatz für Gaffney und Phillips.

### STS-81-M
Der Start der Atlantis-Mission STS-81-M war für Juli 1988 geplant, wurde jedoch ebenfalls wegen der Challenger-Katastrophe abgesagt. Einziges bereits bekanntes Besatzungsmitglied dieser SLS-2-Mission war Millie Hughes-Fulford.

### STS-40
Am 5. Juni 1991 startete sie mit dem Space Shuttle Columbia zur Mission STS-40. Diese Mission wurde mehrmals verschoben, da an der Raumfähre diverse Mängel aufgetreten waren. Der Start erfolgte schließlich am 5. Juni 1991. Es war die fünfte Spacelab-Mission und die erste, die sich ausschließlich mit Biowissenschaften beschäftigte. Das wichtigste Experiment war Spacelab Life Sciences-1. Dabei wurden physiologische Untersuchungen an Menschen, 30 Nagetieren und tausenden winzigen Quallen durchgeführt. Von den 18 Untersuchungen beschäftigten sich zehn mit dem Menschen, sieben mit den Nagetieren und eine mit den Quallen.

## Nach der NASA
Hughes-Fulford war Professorin am Medical Center der University of California in San Francisco. Sie war Direktorin des Labors für Zellwachstum und Differenzierung und außerdem im Stab des Veterans Affairs Medical Center in San Francisco beschäftigt. Sie war an der Auswertung der medizinischen SpaceHab/Biorack-Experimente zum Thema Knochenwachstum der Shuttle-Missionen STS-76, STS-81 und STS-84 beteiligt. Andere medizinische Experimente der NASA unter anderem auf der Internationalen Raumstation wurden ebenfalls von ihr betreut.

## Privates
Millie Hughes-Fulford starb Anfang Februar 2021 im Alter von 75 Jahren. Sie war verwitwet und hatte eine Tochter.

## Veröffentlichungen (Auswahl)
- To infinity ... and beyond! Human spaceflight and life science, in: FASEB Journal, Jg. 25.2011, S. 2858–2864
- (mit S. Marlene Grenon u. a.): Polyunsaturated fatty acids and peripheral artery disease, in: Vascular Medicine, Jg. 17.2012, S. 51–63
- (mit Tammy T. Chang): Molecular mechanisms underlying the enhanced functions of three-dimensional hepatocyte aggregates, in: Biomaterials, Jg. 35.2014, S. 2162–2171
- (mit Tammy T. Chang u. a.): Spaceflight alters expression of microRNA during T-cell activation, in:  FASEB Journal, Jg. 29.2015, S. 4893–4900